# Lustrochernes grossus
Lustrochernes grossus är en spindeldjursart som först beskrevs av Banks 1893.  Lustrochernes grossus ingår i släktet Lustrochernes och familjen blindklokrypare. Inga underarter finns listade i Catalogue of Life.